# متروی پیونگ‌یانگ

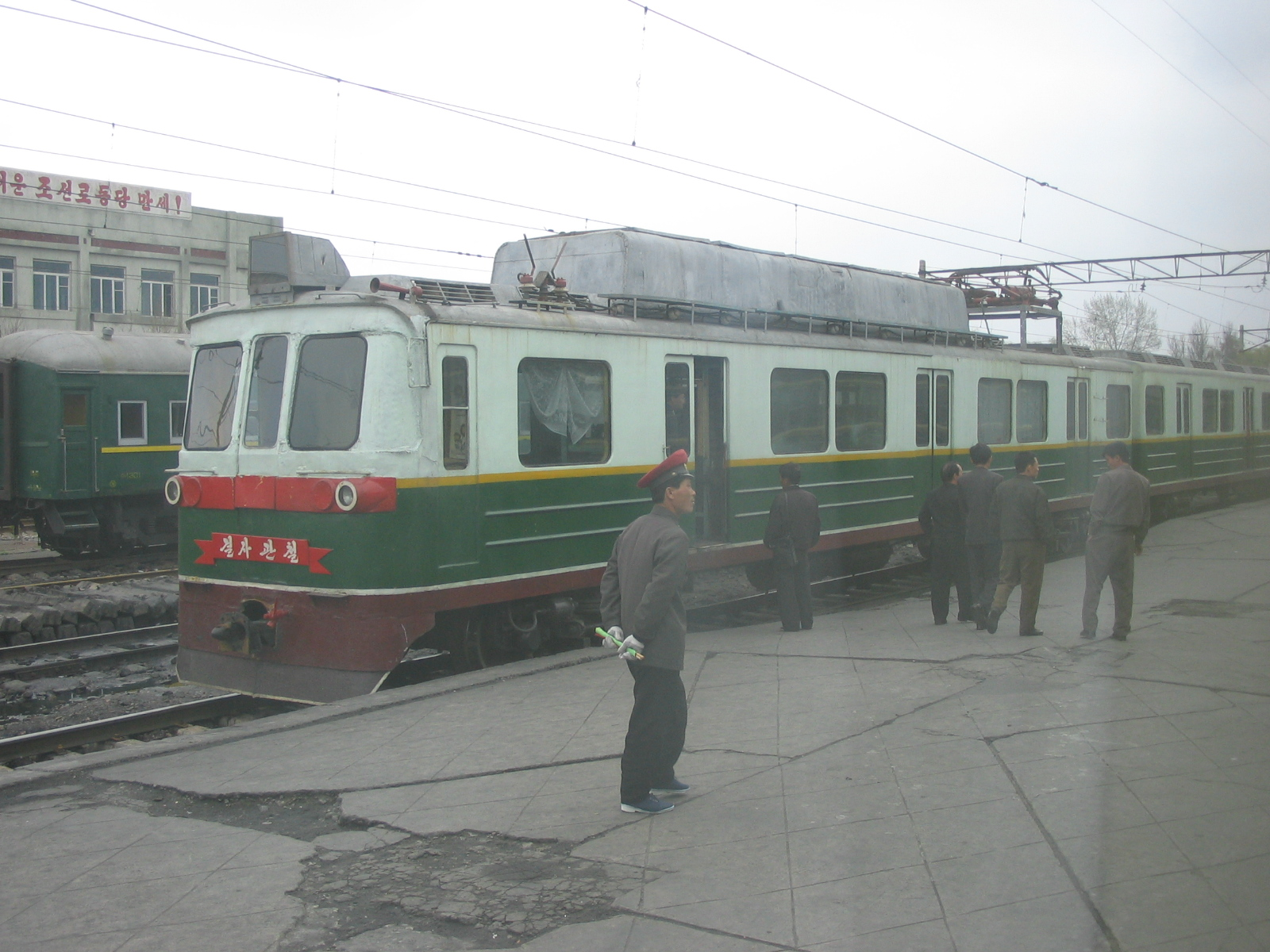

مترو پیونگ یانگ (به کره‌ای: 평양 지하철) به سامانه قطار شهری شهر پیونگ یانگ، پایتخت کره شمالی، گفته می‌شود که از ۲ خط تشکیل می‌شود. طبق گزارش ۲۰۰۷ سی ان ان روزانه ۷۰۰٬۰۰۰ سفر در این مترو انجام می‌شود.
مترو پیونگ یانگ ژرف‌ترین مترو جهان است که ژرف‌ترین نقطه آن ۱۱۰ متر زیر زمین قرار دارد.

## تاریخچه ساخت
ساخت سامانه مترو در سال ۱۹۶۸م آغاز شد و در سال ۱۹۷۳م گشایش یافت.
احداث تونل مترو در زیر رود توئه دونگ حادثه ساز بود. حداقل ۱۰۰ کارگر در اثر حادثه جان خود را از دست دادند. این قسمت هرگز کامل نشد و مترو اکنون از غرب رود می‌گذرد.
مترو پیونگ یانگ پایتخت کره شمالی با داشتن ۵ ون قیمت بلیت ارزان‌ترین مترو جهان است.
در مترو از بلیت آلومینیومی که روی آن نماد مترو حک شده‌است، استفاده می‌شود.

## خط‌ها و ایستگاه‌ها
خط ۱ در فرهنگ کره به معنی اسب پرسرعت افسانه ایست که می‌تواند ۴۰۰ متر در روز بدود. این خط حدود ۱۲ کیلومتر وسعت دارد و در سال ۱۹۷۳م به بهره‌برداری رسید. این خط از جنوب غربی به سمت شمال شرقی امتداد دارد.
خط ۲ به معنی «تجدید شدن» در سال ۱۹۷۵م تأسیس شد و حدود ۱۰ کیلومتر است. هر دو خط همدیگر را قطع می‌کنند.
در بیشتر موارد نام ایستگاه‌ها اشاره ای به محل آن‌ها ندارد و برگرفته از ویژگی‌ها و اصطلاحات انقلاب کره شمالی است.
مترو پیونگ یانگ دارا موزه ایست که تاریخ و احداث آن را نمایش می‌دهد.
سامانه مترو کاملاً در زیر زمین قرار دارد. طراحی این سامانه بر اساس شبکه مترو سایر کشورها کمونیستی به خصوص مترو مسکو است. هر دو در بسیاری ویژگی‌ها مانند ژرف بودن و فاصله زیاد بین ایستگاه‌ها مشترکند. ویژگی مشترک دیگر هنر رئالیسم اجتماعی در ایستگاه هاست.
کارکنان مترو دارا لباس مخصوص هستند.
در زمان بمباران هوائی می‌توان از مترو به عنوان پناهگاه استفاده کرد. نصب درب‌ها بزرگ فلزی در ایستگاه‌ها به همین منظور است.
ایستگاه کوانگ میونگ به دلیل قرار داشتن مقبره کیم‌ایل‌سونگ، رهبر پیشین کره شمالی در آن جا تعطیل است.
مترو طوری طراحی شده که قطارها هر چند دقیقه تردد نمایند. در ساعات پر رفت‌وآمد فاصله آن‌ها حداقل ۲ دقیقه است.
گردشگرها خارجی تنها می‌توانند بین ایستگاه‌ها «پوهونگ» و «یانگ وانگ» که مدرن‌تر هستند، سفر کنند. این دو ایستگاه در سال ۱۹۸۷ و بقیه در سال ۱۹۷۳ تکمیل شدند.
سیگار کشیدن و خوردن در داخل مترو ممنوع است و جریمه سنگین به آن تعلق می‌گیرد.
قطارها پیونگ یانگ به دو رنگ قرمز و کرم رنگ آمیزی شده‌اند و تمام تبلیغات حذف و پوستر هائی از «کیم‌ایل‌سونگ» و «کیم‌جونگ‌ایل» رهبرها کره شمالی جایگزین آن شده‌اند.